# Resolució 1004 del Consell de Seguretat de les Nacions Unides
La Resolució 1004 del Consell de Seguretat de les Nacions Unides fou adoptada per unanimitat el 12 de juliol de 1995. Després de recordar totes les resolucions sobre la situació a l'antiga Iugoslàvia, el Consell, en virtut del Capítol VII de la Carta de les Nacions Unides va demanar la retirada de totes les forces serbo-bosnianes de la zona segura de Srebrenica a Bòsnia i Hercegovina i respecte per la seguretat del personal de la Força de Protecció de les Nacions Unides (UNPROFOR). La resolució es va aprovar durant la matança de Srebrenica.
Després de reafirmar la sobirania, la integritat territorial i la independència de Bòsnia i Hercegovina, expressà la profunda preocupació del Consell de Seguretat per la situació a Srebrenica i de la població civil allí. La situació planteja una situació greu a la UNPROFOR, en particular perquè hi havia un gran nombre de persones desplaçades a Potočari sense subministrament humanitari essencial. Es va condemnar la detenció del personal de la UNPROFOR i els atacs a la força de manteniment de la pau per part de les forces serbobosnianes.
El Consell va exigir que les forces serbobosnianes cessessin la seva ofensiva i es retiressin immediatament de Srebrenica, afegint que les forces respectarien la seva condició de zona segura. També va exigir que s'assegurés la integritat del personal de la UNPROFOR i l'alliberament d'alguns dels seus membres sota detenció. Es tornaria a dirigir a la Resolució 1010. Es demana a totes les parts que permetessin l'accés a l'àrea de l'Alt Comissionat de les Nacions Unides per als Refugiats i organismes humanitaris internacionals per ajudar a la població civil i restablir els serveis públics. El secretari general Boutros Boutros-Ghali va sol·licitar utilitzar tots els recursos disponibles per restaurar l'estatut de "zona segura" de Srebrenica.